# Talia Gibsonová
Talia Gibsonová (* 18. června 2004 Perth) je australská profesionální tenistka. Na okruhu ITF získala osm titulů ve dvouhře a devět ve čtyřhře.
Na žebříčku WTA byla ve dvouhře nejvýše klasifikována v listopadu 2024 na 125. místě a ve čtyřhře v srpnu 2023 na 159. místě. Trénuje ji David Taylor, bývalý kouč Ivanovićové a Stosurové.

## Tenisová kariéra
V rámci okruhu ITF debutovala jako 14letá v únoru 2019, když na turnaj v rodném Perthu, dotovaný 15 tisíci dolary, obdržela divokou kartu. Ve druhém kole podlehla krajance Aber Marshallové. Získala tak první bod do žebříčku WTA. 
Poté co vynechechala sezónu 2021, prožila dobrý ročník 2022 na túře ITF, v němž vyhrála první tři singlové a čtyři deblové tituly. V průběhu roku 2022 se posunula z 1 200. na 364. místo.
Do hlavní soutěže okruhu WTA Tour poprvé zasáhla na lednovém Hobart International 2023, z pozice 340. hráčky žebříčku opět na divokou kartu. V úvodu ji vyřadila o sedmnáct let starší Tatjana Mariová z osmé světové desítky. Navazující týden odehrála první grandslam, Australian Open 2023, díky divokým kartám do dvouhry i čtyřhřy. V melbournském singlu utržila časnou porážku od francouzské kvalifikantky Clary Burelové.  Rovněž v deblové soutěži nenašla s krajankou Tjandramuliovou recept na česko-chorvatský pár Martincová a Vekićová. V závěrečných, třetích kvalifikačních kolech vypadla ve Wimbledonu 2024 i navazujícím US Open 2024. Na londýnském pažitu ji deklasovala nejvýše nasazená Katie Volynetsová ze sedmé desítky klasifikace a ve Flushing Meadows ji do hlavní soutěže nepustila španělská turnajová dvanáctka Marina Bassolsová Riberová.
Do sezóny 2025 vstoupila tříhodinovou porážkou na Brisbane International s členkou elitní padesátky Marií Bouzkovou. Úvodní sadu ztratila až v tiebreak přes výhodu prolomeného podání v jeho průběhu. Druhé dějství ovládla, ale z třetího odešla poražena. První singlové utkání na okruhu WTA i grandslamu vyhrála na Australian Open 2025, když vyřadila devadesátou čtvrtou hráčku pořadí Zeynep Sönmezovou, ačkoli prohrála úvodní sadu. Poprvé v kariéře tak porazila členku z Top 100. Poté však ve 48minutovém duelu uhrála jediný game na světovou dvanáctku Paulu Badosovou.

## Tituly na okruhu ITF
| Kategorie okruhu ITF | Kategorie okruhu ITF |
| -------------------- | -------------------- |
| Turnaje W100         | Turnaje W80          |
| Turnaje W75/W60      | Turnaje W50/W40      |
| Turnaje W35/W25      | Turnaje W15/W10      |

### Dvouhra (8 titulů)
| Č. | datum         | turnaj                         | kategorie | povrch | poražená finalistka | výsledek            |
| -- | ------------- | ------------------------------ | --------- | ------ | ------------------- | ------------------- |
| 1. | červen 2022   | Rancho Santa Fe, Spojené státy | W15       | tvrdý  | Marija Kozyrevová   | 7–6(4), 3–6, 7–6(5) |
| 2. | červenec 2022 | Caloundra, Austrálie           | W15       | tvrdý  | Destanee Aiavová    | 7–6(4), 6–4         |
| 3. | červenec 2022 | Caloundra, Austrálie           | W15       | tvrdý  | Destanee Aiavová    | 6–4, 3–2skreč       |
| 4. | prosinec 2023 | Gold Coast, Austrálie          | W60       | tvrdý  | Olivia Gadecká      | 7–5, 6–2            |
| 5. | prosinec 2023 | Papamoa, Nový Zéland           | W25       | tvrdý  | Ivana Popovicová    | 6–3, 6–4            |
| 6. | září 2024     | Perth, Austrálie               | W75       | tvrdý  | Maddison Inglisová  | 6–7(5), 6–1, 6–3    |
| 7. | září 2024     | Perth, Austrálie               | W75       | tvrdý  | Eri Šimizuová       | 6–2, 6–4            |
| 8. | září 2024     | Cairns, Austrálie              | W35       | tvrdý  | Lizette Cabrerová   | 6–2, 7–6(2)         |

### Čtyřhra (9 titulů)
| Č. | datum         | turnaj                | kategorie | povrch  | spoluhráčka          | poražené finalistky                 | výsledek         |
| -- | ------------- | --------------------- | --------- | ------- | -------------------- | ----------------------------------- | ---------------- |
| 1. | duben 2022    | Čiang Raj, Thajsko    | W15       | tvrdý   | Catherine Auliová    | Ma Jie-sin Sün Fang-jing            | 6–3, 7–6(5)      |
| 2. | září 2022     | Darwin, Austrálie     | W25       | tvrdý   | Petra Huleová        | Lisa Maysová Ramu Uedová            | 2–6, 7–5, [10–5] |
| 3. | září 2022     | Cairns, Austrálie     | W25       | tvrdý   | Petra Huleová        | Alana Parnabyová Taylah Prestonová  | 6–1, 6–4         |
| 4. | říjen 2022    | Playford, Austrálie   | W60       | tvrdý   | Alexandra Bozovicová | Han Na-re Priska Madelyn Nugrohoová | 7–5, 6–4         |
| 5. | květen 2023   | Kurume, Japonsko      | W60       | koberec | Wang Ja-fan          | Funa Kozakiová Džunri Namigataová   | 6–3, 6–3         |
| 6. | červenec 2023 | Corroios, Portugalsko | W25       | tvrdý   | Petra Huleová        | Sofia Costoulasová Lulu Sunová      | 6–3, 3–6, [10–6] |
| 7. | říjen 2023    | Playford, Austrálie   | W60       | tvrdý   | Priscilla Honová     | Kaylah McPheeová Astra Sharmaová    | 6–1, 6–2         |
| 8. | listopad 2023 | Brisbane, Austrálie   | W60       | tvrdý   | Priscilla Honová     | Destanee Aiavová Maddison Inglisová | 4–6, 7–5, [10–5] |
| 9. | září 2024     | Perth, Austrálie      | W75       | tvrdý   | Maddison Inglisová   | Erina Hajašiová Saki Imamuraová     | 6–2, 6–4         |